# Robert Hudson
Robert Spear Hudson, född 1886, död 2 februari 1957, var en brittisk politiker.
Robert Hudson var i diplomattjänst 1911–1924. Han var från 1924 med undantag för åren 1929–1930 konservativ ledamot av underhuset. Hudson var 1931–1935 parlamentssekreterare till arbetsministern, 1935–1936 pensionsminister, 1936–1937 parlamentssekreterare till hälsovårdsministern och 1937–1940 minister för utrikeshandeln. April-maj 1940 var han sjöfartsminister och därefter fram till juli 1945 minister för jordbruk och fiske. Hudson var ordförande i högerpartiets jordbrukskommitté.